# Puerto de Erdemir
El Puerto de Erdemir o bien Puerto de Karadeniz Ereğli (en turco: Erdemir Limanı o  Karadeniz Ereğli Limanı) es un puerto en el Mar Negro occidental, situado en el distrito de Karadeniz Ereğli de la provincia de Zonguldak, Turquía, a unos 25 km (16 millas) de la ciudad de Zonguldak. Es propiedad del Estado turco e incluye las operaciones comerciales de la empresa turca de fabricación de acero Erdemir, A.Ş., así como algunas instalaciones militares. El puerto está formado por dos muelles de antiguos y dos muelles nuevos en servicio desde septiembre de 1998. El viejo puerto es adecuado para 60.000 toneladas largas de peso muerto (DWT).